# Vesicularia suburceolata
Vesicularia suburceolata là một loài Rêu trong họ Hypnaceae. Loài này được (Hampe & Lorentz) Broth. miêu tả khoa học đầu tiên năm 1908.